# Taphrina wiesneri
Taphrina wiesneri (Ráthay) Mix – gatunek grzybów z klasy szpetczaków (Taphrinomycetes). Grzyb mikroskopijny, pasożyt wiśni.

## Systematyka i nazewnictwo
Pozycja w klasyfikacji według Index Fungorum: Taphrina, Taphrinaceae, Taphrinales, Taphrinomycetidae, Taphrinomycetes, Taphrinomycotina, Ascomycota, Fungi.
Po raz pierwszy opisał go w 1880 r. Emerich Ráthay nadając mu nazwę Exoascus wiesneri. Obecną nazwę nadał mu Arthur Jackson Mix w 1954 r.
Synonim:
- Exoascus minor (Sadeb.) Sadeb. 1892
- Exoascus wiesneri Ráthay 1880
- Taphrina minor Sadeb. 1890[3].

## Charakterystyka
Taphrina wiesneri powoduje zniekształcenia liści. Na ich górnej powierzchni powstają puste pęcherze (uwypuklenia), które mogą z czasem zmienić barwę na czerwonobrązową. Na ich dolnej stronie powstaje nalot składający się z warstwy worków grzyba, które, gdy są w pełni rozwinięte, mogą nadać powierzchni wygląd mączysty. Patogen systemowo poraża pędy wiśni i mogą na nich powstawać wieloletnie czarcie miotły. Worki o wymiarach 17–35 × 15 µm. Zarodniki 3,5–9 × 3–6 µm, jeszcze w workach poprzez pączkowanie tworzące blastomery.

## Występowanie
Znane jest występowanie Taphrina wiesneri w Europie, Ameryce Północnej (USA i Kanada), w Japonii i na Nowej Zelandii. W piśmiennictwie naukowym na terenie Polski do 2008 r. podano co najmniej 3 stanowiska na wiśni karłowej (Cerasus fruticosa) i na wiśni pospolitej (Prunus cerasus). Występuje także na wiśni ptasiej (Prunus avium) i czeremsze zwyczajnej (Prunus padus).
Na wiśniach występuje jeszcze pokrewny gatunek Taphrina cerasi.

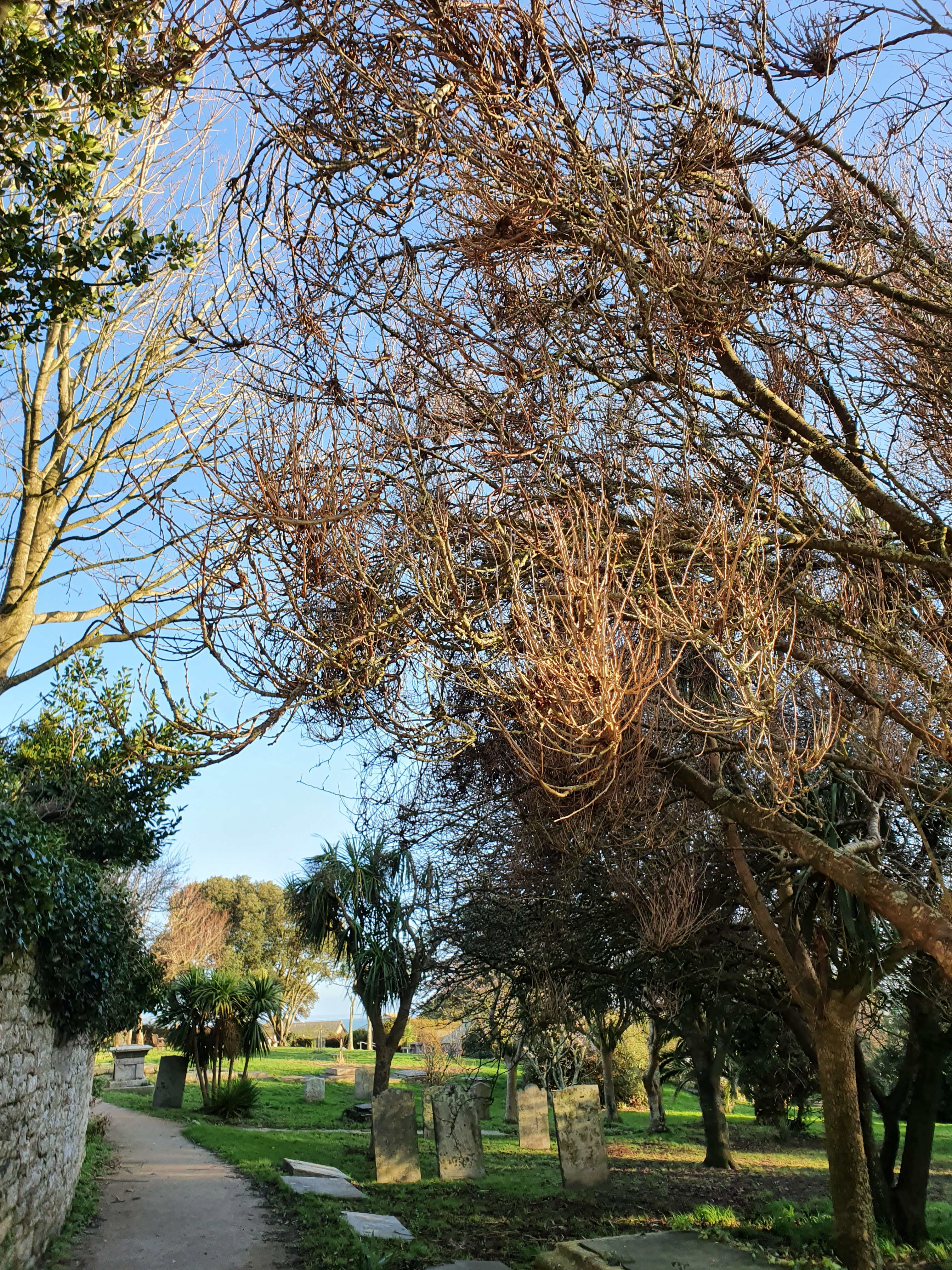
Czarcie miotły wywołane przez Taphrna wiesneri